# Ministro del Interior de Uruguay
El ministro del Interior es el máximo jerarca del Ministerio del Interior y, como tal, dirige y ejerce el mando superior de las Fuerzas y Cuerpos de Seguridad de Uruguay.

## Historia
El cargo tiene como antecedente al entonces  Ministerio de Gobierno y Relaciones Exteriores, creado el 22 de diciembre de 1828 por el Gobierno Provisorio de José Rondeau.

## Titulares
| Ministro           | Mandato                | Mandato                                | Partido político                                  | Ref   |
| Ministro           | Nombramiento           | Cese                                   | Partido político                                  | Ref   |
| ------------------ | ---------------------- | -------------------------------------- | ------------------------------------------------- | ----- |
| Daisy Tourné       | 8 de marzo de 2007     | 5 de junio de 2009                     | Frente Amplio Partido Socialista del Uruguay      |       |
| Víctor Rossi       | 5 de junio de 2009     | 16 de junio de 2009 (interino)         | Frente Amplio                                     |       |
| Jorge Bruni        | 16 de junio de 2009    | 1 de marzo de 2010                     | Frente Amplio                                     |       |
| Eduardo Bonomi     | 1° de marzo de 2010    | 1° de marzo de 2015                    | Frente Amplio Movimiento de Participación Popular |       |
| Eduardo Bonomi     | 1° de marzo de 2015    | 14 de febrero de 2020                  | Frente Amplio Movimiento de Participación Popular |       |
| Jorge Vázquez\|    | 15 de febrero de 2020  | 1° de marzo de 2020                    | Frente Amplio Movimiento de Participación Popular |       |
| Jorge Larrañaga    | 1 de marzo de 2020     | 22 de mayo de 2021 (muere en el cargo) | Partido Nacional Alianza Nacional                 | [ 1 ] |
| Javier García      | 22 de mayo de 2021     | 24 de mayo de 2021 (interino)          | Partido Nacional Espacio 40                       |       |
| Luis Alberto Heber | 25 de mayo de 2021     | 6 de noviembre de 2023                 | Partido Nacional Herrerismo                       |       |
| Nicolás Martinelli | 6 de noviembre de 2023 | 1 de marzo de 2025                     | Partido Nacional                                  | [ 2 ] |
| Carlos Negro       | 1 de marzo de 2025     |                                        | Frente Amplio                                     | [ 3 ] |